# Église Saint-Antoine de Davenport
L'église Saint-Antoine (St. Anthony's Church) est une église catholique historique de la ville de Davenport (Iowa) aux États-Unis et l'une des plus anciennes du pays. C'est la première église et la première paroisse catholique de la ville et la deuxième de l'Iowa, après celle de la cathédrale Saint-Raphaël de Dubuque. Elle a été fondée par un missionnaire français, l'abbé Pelamourgues. Elle est inscrite au Registre national des lieux historiques du ministère de l'Intérieur des États-Unis sous la dénomination de complexe historique de l'église catholique Saint-Antoine, comprenant l'église actuelle et l'ancienne école paroissiale qui était le premier édifice de l'église paroissiale. Ce dernier bâtiment est le plus ancien édifice ecclésial encore debout de tout l'Iowa.

## Historique

### Les débuts

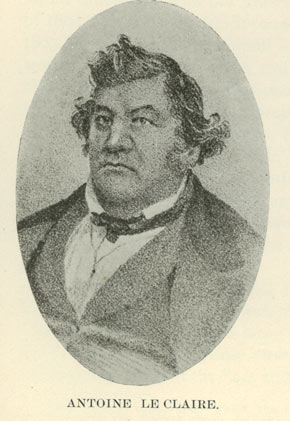
Portrait d'Antoine LeClaire

Le chef indien Keokuk de la tribu des Sauks signe en 1832 un traité avec le représentant du gouvernement américain, à l'emplacement de ce qui deviendra Davenport, cédant ainsi son territoire à l'ouest du Mississippi à cause de sa défaite à la guerre de Black Hawk. Dès lors, la région est ouverte à la colonisation. Antoine LeClaire (1797-1861), qui est un métis franco-potawatomi, sert d’interprète à la signature du traité et reçoit deux parcelles de terrain. La fondation de la ville commence sur la première parcelle en 1836, puis, un an plus tard, la seconde parcelle de Le Claire est ajoutée à la ville, à condition d'y construire une église catholique, dédiée à son saint patron, l'ermite saint Antoine. La même année, un missionnaire dominicain italien, Samuel Charles Mazzuchelli, arrive à Davenport et commence son œuvre missionnaire.. Il y avait alors une trentaine de catholiques sur une population d'une centaine d'habitants.
Le père Mazzuchelli dessine les plans d'un bâtiment à deux étages comprenant l'église et la résidence du prêtre. L'ensemble est consacré par Mgr Mathias Loras, le 23 mai 1839. Il est construit en briques de Davenport que l'on commençait à fabriquer. On y trouvait également une école, une cour de justice, la salle municipale, etc. et la cloche sonnait non seulement pour les messes, mais également pour les incendies, les heures de classe et les réunions municipales. Elle avait une petite chorale où chantaient Le Claire et le juge Mitchell qui offrit ensuite une parcelle de terrain pour y aménager le premier cimetière paroissial de la ville, et deux autres pour construire deux églises dans les quartiers ouest. Il n'y avait pas d'orgue et l'on chantait accompagné d'un violon, ou bien d'un violoncelle, d'une clarinette ou d'une flûte.

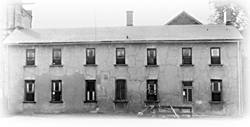
Premier bâtiment de Saint-Antoine, servant d'église, d'école, etc.

Le premier curé permanent est un missionnaire français, l'abbé Pelamourgues, originaire de Rodez, qui s'installe en septembre 1839. Il dessert la paroisse pendant presque trente ans, jusqu'en 1868. Il habite d'abord dans un coin de la tribune de l'église... Il est responsable en plus de cette petite communauté d'autres petites communautés des environs, allant même jusqu'à Stephenson, de l'autre côté du Mississippi dans l'Illinois. Il ouvre l'école paroissiale dès son arrivée, où il enseigne dans l'église, tirant un rideau devant l'autel. L'école est aménagée fin 1843 début 1844 en prolongeant le bâtiment de onze mètres et des religieuses enseignantes de la congrégation des Sœurs de la Charité de la Bienheureuse Vierge Marie (fondée en 1833 à Philadelphie) y sont appelées, mais elles ne restent qu'un an à cause de difficultés financières. Elles retournent en 1855 et ouvrent en haut de la colline une école de filles dédiée à l'Immaculée Conception. Cette école a été en activité, jusqu'à sa fusion en 1958 avec St. Ambrose Academy pour former la nouvelle Assumption High School. L'école paroissiale, quant à elle, a été en activité, jusqu'en 1968.

### Le développement

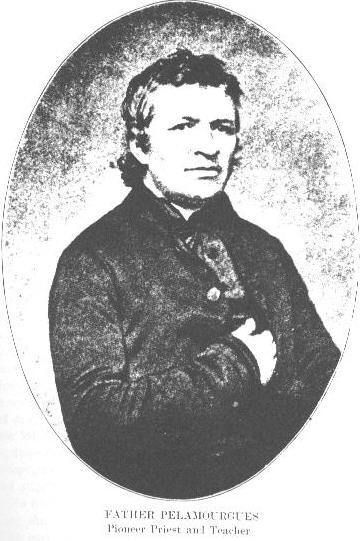
Portrait de l'abbé Pelamourgues

En 1847, il y a déjà 450 paroissiens représentant un quart de la population de Davenport. L'abbé Pelamourgues fait construire une nouvelle église à côté à partir de 1850 en style néoclassique à la grecque, mesurant 29 mètres sur 13 mètres. La nef est flanquée de deux ailes. Un presbytère est construit en 1877. Les paroissiens germanophones, de plus en plus nombreux, forment à partir de 1855 une nouvelle paroisse catholique allemande, Sainte-Cunégonde, renommée Saint-Joseph en 1881. L'année suivante, l'église Sainte-Marguerite est construite sur les hauteurs à l'est de la ville; elle deviendra la première cathédrale de la ville, lorsque le diocèse de Davenport est érigé en 1881. Devenue trop petite, elle est reconstruite en 1891 sous le nom de cathédrale du Sacré-Cœur. De plus l'église Sainte-Marie est construite dans les années 1860 pour desservir les paroissiens irlandais des quartiers ouest.
Même pendant cette période de fondations de nouvelles églises, la communauté de Saint-Antoine continue de se développer. Un transept avec des tribunes est construit en 1885 et le sanctuaire est allongé de cinq mètres, tandis qu'une sacristie plus grande est ajoutée.

### XXesiècle

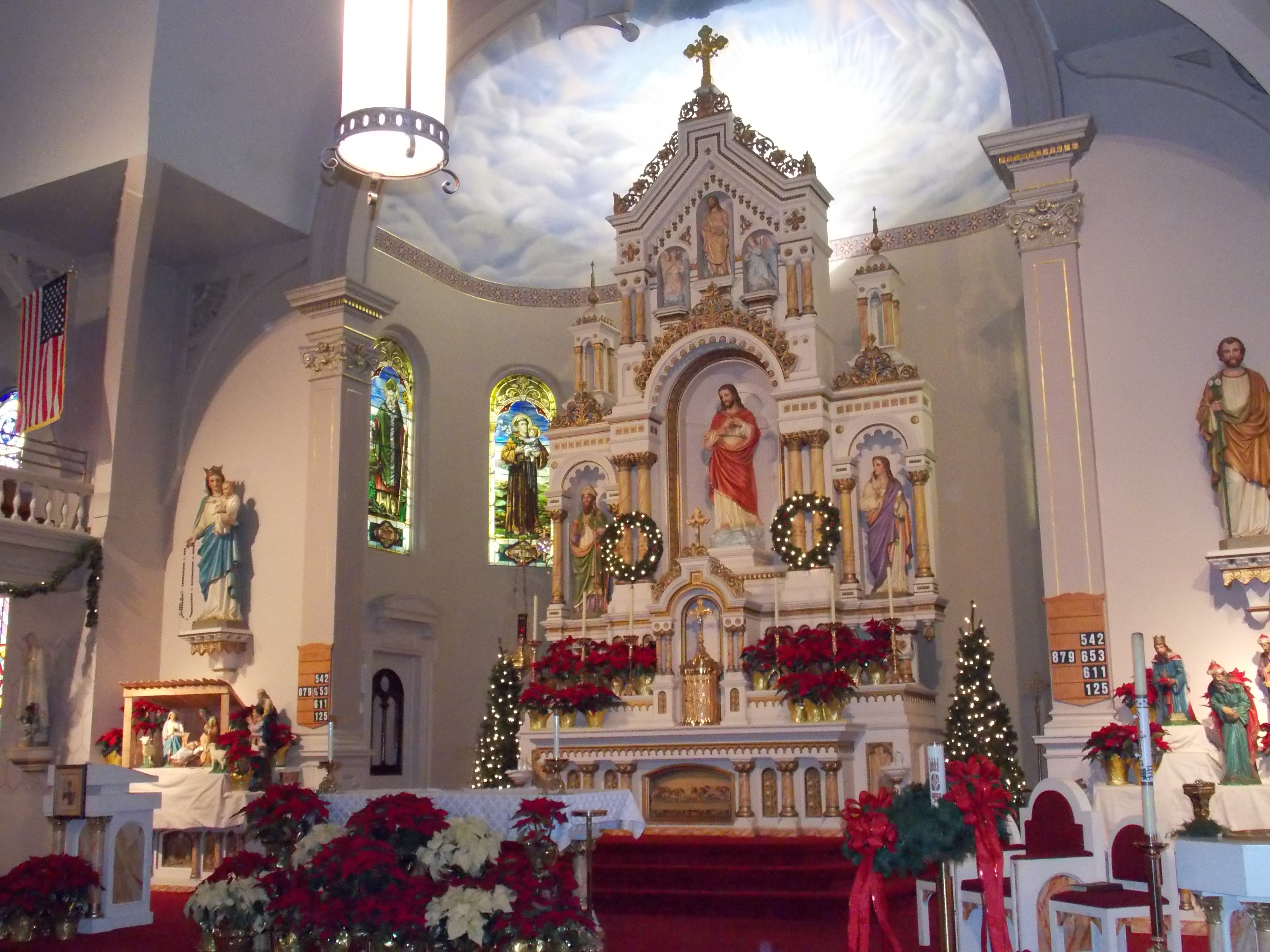
Intérieur

Au tournant du siècle, Saint-Antoine est la seule église du centre-ville, les nouvelles églises se construisant alentour sur les collines, comme celle de la Sainte-Famille (1898), au nord-ouest, ou Saint-Paul-Apôtre (1909), à l'est.
On rajoute dans les années 1920 du côté nord de l'église une grotte de la Vierge Marie qui restaurée en 1998 avec une nouvelle statue en 1999. Des travaux de restauration ont lieu en 1949 pour l'ensemble avec des permastones pour les murs, donnant ainsi une impression d'unité et une aile nord est ajoutée à l'école et le presbytère agrandi.
À la fin des années 1960, l'intérieur est réaménagé selon les nouvelles normes post-concilaires. Ainsi par exemple la table de communion est ôtée et un nouvel autel installé face au peuple. Pendant les années 1970, les messes sont animées avec de la musique folk, des guitares, et la jeunesse est assise par terre autour du chœur. C'est une période « haute en couleur » de l'histoire paroissiale. L'église fête son jubilé en 1987; à cette occasion un groupe sculpté est commandé et placé devant l'église faisant face à Main Street. Il représente le père Mazzuchelli, une religieuse de la Charité de la Bienheureuse Vierge Marie, un enfant (symbolisant les enfants de la paroisse), le colonel Davenport, qui donna son nom à la ville, et Antoine Le Claire. Le piédestal sur lequel repose le groupe renferme la cloche de l'église originelle.

### XXIesiècle

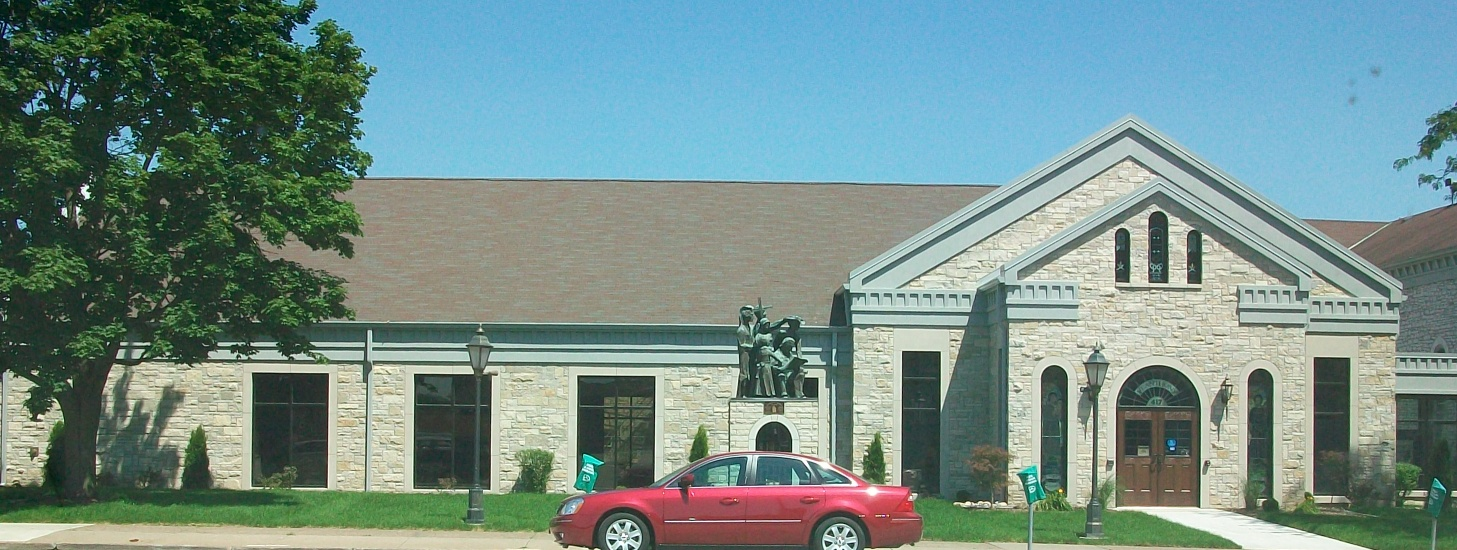
Vue de l'église en 2010

Le presbytère (pourtant inscrit à la liste des lieux historiques) est démoli en 2009 pour faire construire un nouveau centre paroissial de 670 m2. Il comprend des salles de classe avec des parois mobiles, pour faciliter le catéchisme, les célébrations, avec une petite cuisine. On y trouve aussi une salle de réunion pouvant accueillir trois cents personnes. L'église originelle est également restaurée.

## Action sociale
La paroisse Saint-Antoine s'est toujours impliquée dans l'action sociale et civique de Davenport. Elle y a ainsi fondé une association de lutte contre l'alcoolisme en 1842 qui y tient toujours ses réunions. Dix pour cent de la collecte de la quête est versée aux nécessiteux et l'association McAnthony's Window distribue des repas gratuits aux sans domicile fixe. Des cartons de nourriture sont aussi distribués aux personnes âgées et aux indigents aux grandes périodes festives de l'année.

## Source
- (en) Cet article est partiellement ou en totalité issu de l’article de Wikipédia en anglais intitulé « St. Anthony's Catholic Church (Davenport, Iowa) » (voir la liste des auteurs).